# Караорман (футбольний клуб)
Футбольний клуб «Караорман» або просто «Караорман» (мак. Фудбалски клуб Караорман) — професіональний північно-македонський футбольний клуб з міста Струга. Домашні матчі проводить на стадіоні «Градска Плажа», який вміщує 500 глядачів. Клубний колір — червоний.

## Історія
«Караорман» був заснований у 1923 році під назвою «Чорний Дрин» з найталановитіших молодих гравців Струги. Одним із засновників клубу був відомий македонський художник Вангел Коджоман. По завершенні Другої світової війни клуб отримав теперішню назву, «Караорман». У сезоні 1993/94 років команда виступала в Першій лізі. Переважну більшість часу «Караорман» виступав у Другій лізі, за винятком декількох сезонів, коли команда грала в Третій лізі, зона «Південний захід» (Озерний регіон).
Колишній гравець національної збірної Македонії Артим Шакірі виступав за юнацьку команду клубу.

## Вболівальники
Найактивніші вболівальники називають себе «Паткарі» (Пакувальники).

## Досягнення
- Друга ліга Македонії
  -  Срібний призер (3): 1992/93, 1996/97, 1999/00

## Статистика виступів
| Сезон   | Ліга                     | Ліга | Ліга | Ліга | Ліга | Ліга | Ліга | Ліга | Ліга   | Кубок      |
| Сезон   | Дивізіон                 | Іг   | В    | Н    | П    | ЗМ   | ПМ   | О    | Міс    | Кубок      |
| ------- | ------------------------ | ---- | ---- | ---- | ---- | ---- | ---- | ---- | ------ | ---------- |
| 1992–93 | 2. МФЛ                   | 38   | 24   | 5    | 9    | 73   | 37   | 53   | 2-е ↑  |            |
| 1993–94 | 1 МФЛ                    | 30   | 9    | 6    | 15   | 37   | 75   | 24   | 15-е ↓ | 1/4 фіналу |
| 1994–95 | 2 МФЛ, Захід             | 32   | 11   | 5    | 16   | 45   | 67   | 38   | 14-е   |            |
| 1995–96 | 2 МФЛ, Захід             | 30   | 14   | 2    | 14   | 45   | 39   | 44   | 8-е    |            |
| 1996–97 | 2 МФЛ, Захід             | 29   | 18   | 3    | 8    | 78   | 36   | 57   | 2-е    |            |
| 1997–98 | 2 МФЛ, Захід             | 30   | 11   | 11   | 8    | 54   | 35   | 44   | 5-е    |            |
| 1998–99 | 2 МФЛ, Захід             | 30   | 12   | 6    | 12   | 46   | 52   | 42   | 9-е    |            |
| 1999–00 | 2 МФЛ, Захід             | 34   | 22   | 4    | 18   | 78   | 42   | 70   | 2-е    | 1Р         |
| 2000–01 | 2 МФЛ, Захід             | 34   | 17   | 4    | 11   | 67   | 41   | 58   | 5-е    | 1/2 фіналу |
| 2001–02 | 2 МФЛ                    | 34   | 16   | 3    | 15   | 69   | 67   | 51   | 5-е    | 1/4 фіналу |
| 2002–03 | 2 МФЛ                    | 36   | 11   | 4    | 21   | 45   | 69   | 37   | 16-е ↓ | Р1         |
| 2003–04 | 3 МФЛ, Південний-захід   | ?    | ?    | ?    | ?    | ?    | ?    | ?    | 2-е    | Р1         |
| 2004–05 | 3 МФЛ, Південний-захід   | 26   | 20   | 4    | 2    | 83   | 23   | 64   | 1-е ↑  | Р1         |
| 2005–06 | 2 МФЛ                    | 30   | 15   | 5    | 10   | 47   | 38   | 50   | 3-є    | Р2         |
| 2006–07 | 2 МФЛ                    | 33   | 12   | 3    | 18   | 37   | 50   | 39   | 8-е    | Р1         |
| 2007–08 | 2 МФЛ                    | 32   | 8    | 2    | 22   | 23   | 57   | 26   | 16-е ↓ | ПР         |
| 2008–09 | 3 МФЛ, «Південний-захід» | ?    | ?    | ?    | ?    | ?    | ?    | ?    | 5-е    | ПР         |
| 2009–10 | 3 МФЛ, «Південний-захід» | 31   | 27   | 1    | 3    | 122  | 27   | 82   | 2-е    | ПР         |
| 2010–11 | 3 МФЛ, «Південний-захід» | 23   | 9    | 2    | 12   | 46   | 39   | 29   | 6-е    | ПР         |
| 2011–12 | 3 МФЛ, «Південний-захід» | 31   | 16   | 5    | 10   | 71   | 47   | 53   | 3-є    | Р1         |
| 2012–13 | 3 МФЛ, «Південний-захід» | 29   | 19   | 5    | 5    | 77   | 34   | 62   | 3-є    | Р1         |
| 2013–14 | 3 МФЛ, «Південний-захід» | 30   | 17   | 2    | 11   | 84   | 45   | 53   | 4-е    | Р1         |
| 2014–15 | 3 МФЛ, «Південний-захід» | 22   | 10   | 1    | 11   | 38   | 40   | 31   | 7-е    | ПР         |
| 2015–16 | 3 МФЛ, «Південний-захід» | 22   | 9    | 0    | 13   | 42   | 50   | 27   | 9-е    | ПР         |
| 2016–17 | 3 МФЛ, «Південний-захід» | 26   | 7    | 6    | 13   | 46   | 64   | 27   | 13-е   | ПР         |
| 2017–18 | 3 МФЛ, «Південний-захід» | 24   | 11   | 5    | 8    | 61   | 52   | 38   | 4-е    | ПР         |